# Genoelselderen
Genoelselderen is een dorp en deelgemeente van de gemeente Riemst in de Belgische provincie Limburg, het was een zelfstandige gemeente tot aan de gemeentelijke herindeling van 1971. Genoelselderen ligt in Haspengouw langs de heerweg die Tongeren met Maastricht verbond.

## Etymologie
In 1157 werd voor het eerst schriftelijk gewag gemaakt van het domein Heldren of Aldor. Genoel komt van Godenoel, die in de 13e eeuw heer van Elderen was.

## Geschiedenis
Het gebied was in de Romeinse tijd intensief bewoond. Overblijfselen van een Romeinse villa en een centuratio werden er gevonden. Ook de tumulus van Genoelselderen getuigt van de Romeinse invloed, evenals de oostelijker gelegen tumulus van Herderen.
In de Middeleeuwen vormde Genoelselderen samen met 's Herenelderen één allodiale en later Loonse heerlijkheid, Aldor genaamd. In de 12e of 13e eeuw werd deze opgesplitst. In 1265 sprak men van Elderis Godenoli, naar de toenmalige heer Godenoel. De heerlijkheid bleef in bezit van het geslacht Van Elderen. Johan Lodewijk van Elderen werd prins-bisschop van Luik en zag in 1678 af van zijn heerlijke rechten. Zij kwamen in het bezit van de familie d'Oyembrugge en, in 1754, van de familie De Borchgrave.
Het patronaatsrecht en het tiendrecht van de Sint-Martinusparochie was in handen van de Heer van Genoelselderen. Van 1805-1834 behoorde deze parochie bij die van Membruggen.
In 1678 werd Genoelselderen door Franse troepen geplunderd, en in 1747, als uitvloeisel van de Slag bij Lafelt, nogmaals.
In 1971 werd Genoelselderen, samen met 's Herenelderen en Membruggen, samengevoegd tot de gemeente Elderen. In 1977 werd deze fusiegemeente weer ontbonden: 's Herenelderen kwam bij Tongeren en de overige twee dorpen werden bij Riemst gevoegd.

## Demografische ontwikkeling
- Bronnen:NIS, Opm:1831 tot en met 1961=volkstellingen

## Bezienswaardigheden
- Wijnkasteel Genoels-Elderen
- Kasteelhoeve
- Sint-Martinuskerk
- Tumulus van Genoelselderen, in het Kiezelingenbos ten westen van het kasteel
- Tumulus van Herderen, aan de Vlijtingerweg
- Sint-Apolloniakapel
- Enkele historische boerderijen

## Natuur en landschap
Genoelselderen ligt op de grens van Vochtig- en Droog-Haspengouw, met hoogten tussen 85 en 128 meter. Het grootste deel wordt ingenomen door landbouwgebied en boomgaarden. Bij het kasteel is een wijngaard. Daarnaast is ook het kasteelpark vanuit natuurhistorisch oogpunt belangwekkend. Het Kiezelingenbos en het Grootbos zijn de bosgebieden in Genoelselderen, die behoren tot het vroegere kasteeldomein.
In het Grootbos bevinden zich bronnen, die gebruikt werden om het kasteel van water te voorzien. Iets ten westen van Genoelselderen, bij Ketsingen, ontspringt de Demer.

## Trivia
- Het dorp wordt vermeld in Raymond van het Groenewouds lied Je veux de l'amour.
- De bijnaam van de inwoners is Loerejagers.

## Nabijgelegen kernen
Herderen, Membruggen, Ketsingen, Millen, 's Herenelderen

## Galerij

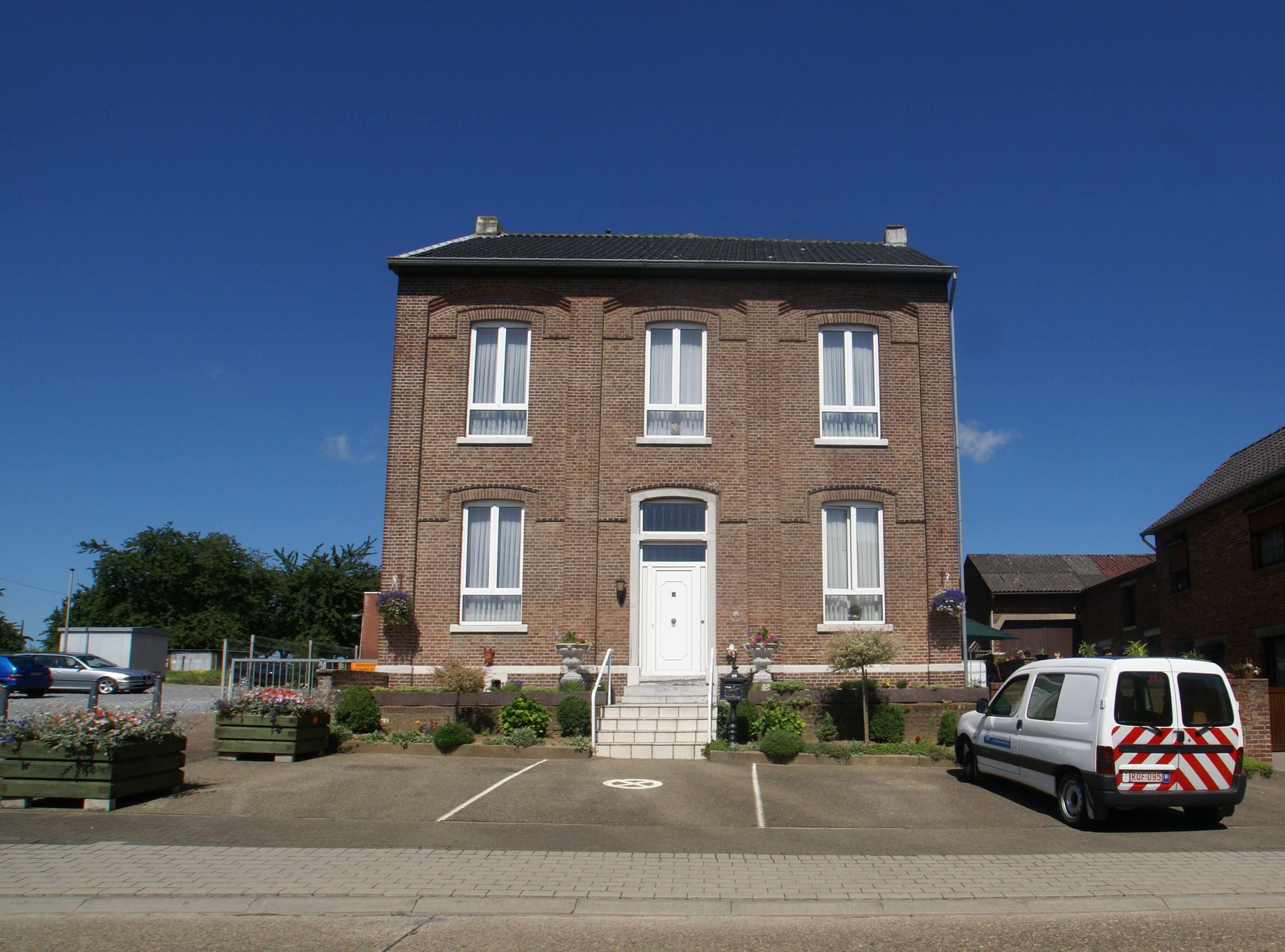
Voormalig gemeentehuis
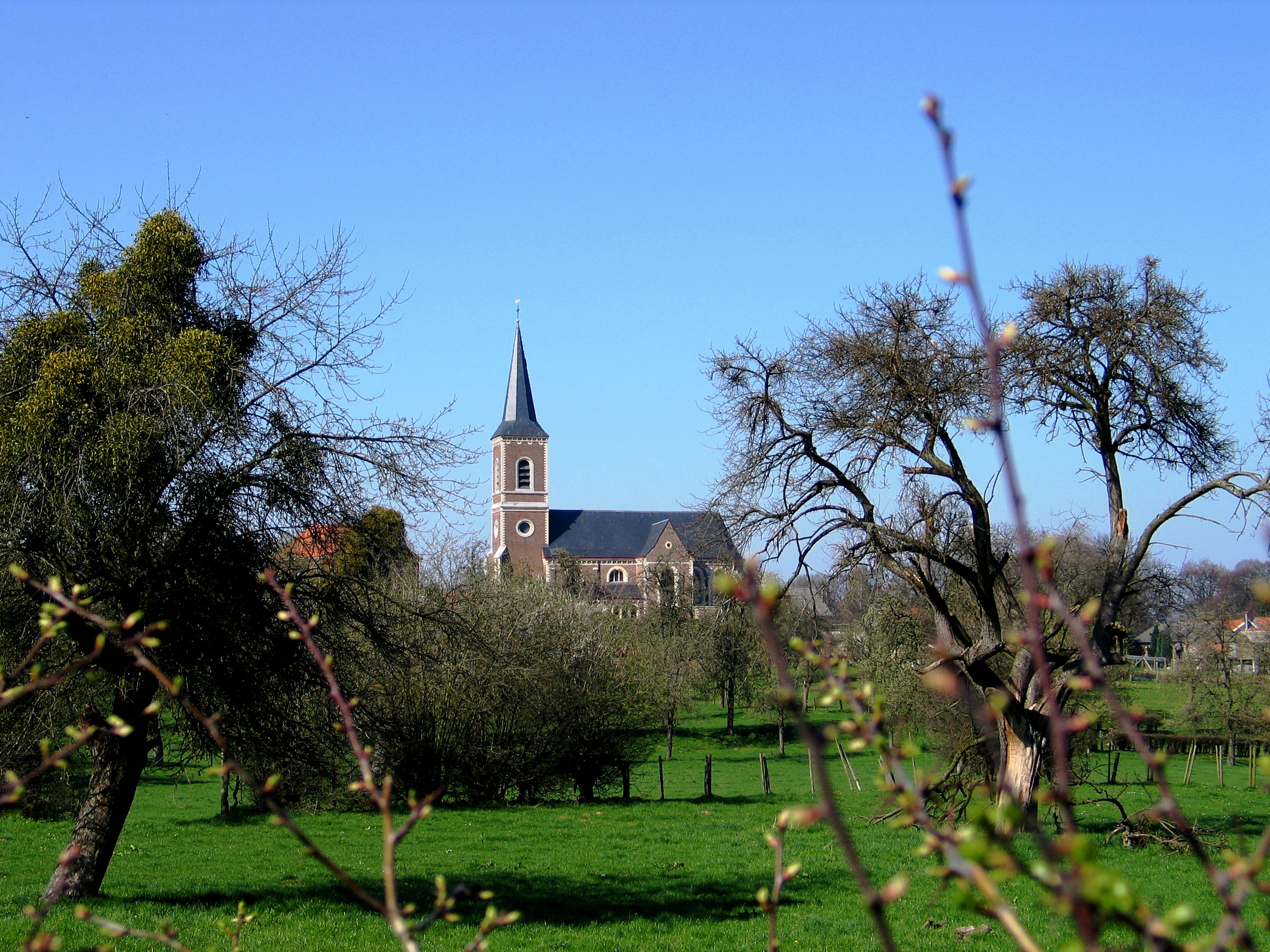
De Sint-Martinuskerk van Genoelselderen (2 april 2005)